# Lenka Schubertová
Lenka Schubertová (* 2. února 1986 Brno) je česká divadelní historička a kritička, zaměřovala se především na loutkové divadlo.

## Život a dílo
Narodila se Brně. Více než deset let navštěvovala literárně-dramatický obor na Základní umělecké škole Jaroslava Kvapila v Brně. Po absolvování Střední odborné školy informačních a knihovnických služeb vystudovala obor Teorie a dějiny divadla na Filozofické fakultě Masarykovy univerzity v Brně (FF MU). V roce 2009 obhájila svou bakalářskou práci Loutkářská tvorba rodiny Havlíkových, v ní zpracovala historií loutkářského rodu, který je s autorkou spojen vzdáleným příbuzenským vztahem. V roce ukončila studium FF MU obhajobou magisterské práce Loutková scéna TJ Sokol Kutná Hora. Loutkářský soubor Permoník: dokumentace, historie, kontext. Informace z prací využívá mimo jiné Databáze českého amatérského divadla. Je autorkou několika článků týkajících se loutkového divadla. Její články byly publikovány na odborných teatrologických webech
V roce 2023 ukončila rozšiřující pedagogické studium obhajobou práce s názvem Didaktický projekt: Výchova (s) tradicí – využití lidových obyčejů ve výchovně vzdělávací činnosti.
Několik let vedla knihovnu Kabinetu divadelních studií a pracovala v Centru experimentálního divadla, od roku 2013 je zaměstnána na Janáčkově akademii múzických umění v Brně.